# Lista de prefeitos de Feliz Natal
Esta é a lista de prefeitos de Feliz Natal, município de Mato Grosso, estado brasileiro.

## Últimos prefeitos eleitos
| N° | Prefeito                              | Partido | Vice-prefeito                       | Início do mandato     | Fim do mandato         | Votos | %     | Observações                                                  | Ref         |
| -- | ------------------------------------- | ------- | ----------------------------------- | --------------------- | ---------------------- | ----- | ----- | ------------------------------------------------------------ | ----------- |
| 1  | Antônio Domingos Debastiani           | PSDB    | Adão Passador (PSDB)                | 1° de janeiro de 1997 | 31 de dezembro de 2000 | 2.045 | 50,11 | Prefeito eleito em sufrágio universal nas eleições de 1996   | [ 1 ]       |
| -  | Antônio Domingos Debastiani           | PSDB    | Adão Passador (PSDB)                | 1° de janeiro de 2001 | 31 de dezembro de 2004 | 2.198 | 51,25 | Prefeito reeleito em sufrágio universal nas eleições de 2000 | [ 1 ]       |
| 2  | Manuel Messias Sales                  | PSDB    | Valderei Pescinelli (PSDB)          | 1° de janeiro de 2005 | 31 de dezembro de 2008 | 2.288 | 55,85 | Prefeito eleito em sufrágio universal nas eleições de 2004   | [ 1 ] [ 2 ] |
| 3  | Antônio Domingos Debastiani           | PSDB    | Edson de Castro Fonseca (PSDB)      | 1° de janeiro de 2009 | 31 de dezembro de 2012 | 3.011 | 67,47 | Prefeito eleito em sufrágio universal nas eleições de 2008   | [ 1 ] [ 3 ] |
| 4  | José Antônio Dubiella "Toni Dubiella" | PSD     | Lauri Gomes de Oliveira (PV)        | 1° de janeiro de 2013 | 31 de dezembro de 2016 | 2.635 | 56,47 | Prefeito eleito em sufrágio universal nas eleições de 2012   | [ 1 ] [ 4 ] |
| 5  | Rafael Pavei                          | PSDB    | Mauro Riboldi (PSDB)                | 1° de janeiro de 2017 | 31 de dezembro de 2020 | 2.842 | 60,03 | Prefeito eleito em sufrágio universal nas eleições de 2016   | [ 1 ] [ 5 ] |
| 6  | José Antônio Dubiella "Toni Dubiella" | MDB     | Antonio Alves da Costa "Tota" (PDT) | 1° de janeiro de 2021 | 31 de dezembro de 2024 | 2.278 | 53,39 | Prefeito eleito em sufrágio universal nas eleições de 2020   | [ 1 ] [ 6 ] |
| -  | José Antônio Dubiella "Toni Dubiella" | MDB     | Romeu do Mercado (MDB)              | 1° de janeiro de 2025 | Atualidade             | 3.201 | 59,15 | Prefeito reeleito em sufrágio universal nas eleições de 2024 | [ 7 ]       |